# Михайлін Олександр В'ячеславович
Олександр В'ячеславович Михайлін (рос. Александр Вячеславович Михайлин, 18 серпня 1979) — російський дзюдоїст, олімпійський медаліст.

## Виступи на Олімпіадах
| Олімпіада   | Дисципліна      | Місце |
| ----------- | --------------- | ----- |
| Лондон 2012 | важка категорія | 2     |